# 全国古民家再生協会
一般社団法人全国古民家再生協会（ぜんこくこみんかさいせいきょうかい）は、「未来の子ども達の為に持続可能な循環型建築社会を創造する」を理念として古民家の再利用や空き家の活用推進を目的に全国の古民家鑑定士・伝統再築士・建築士・建設業登録を行っている者等によって構成される団体である。

## 概要
2011年2月17日にグリーン建築推進協議会として創立され、法人化に伴い2015年3月20日に一般社団法人全国古民家再生協会として設立された。全国の都道府県に支部が設置されており、これらの団体によって構成された組織である。各支部においては、内閣府認可一般財団法人職業技能振興会により認可を受ける「古民家再生協会」が事務局として運営する。当団体では、古民家が再利用可能かどうか、会員である古民家鑑定士が建物の品質を調査するインスペクション業務を実施し、古民家を残していけるよう提案を行うなど、古民家を未来へ継承するための取り組みを行っている。また、古民家のデメリットである「地震への安全性」「寒い・暗いを解消」「維持管理の方法やメンテナンススケジュールの明確化」などを多くの人に享受いただくため、再築基準検討委員会にて古民家の再築（改修方法）ガイドラインを作成している。

## 役員
- 理事長　　　　　　　　　中村　綱喜
- 直前理事長　　　　　　　杉本　龍一
- 副理事長　　　　　　　　加藤　明博
- 副理事長　　　　　　　　川口　智廣
- 副理事長　　　　　　　　村田　智仁
- 副理事長　　　　　　　　戸田　桂一郎
- 理事　　　　　　　　　　尾上　雅彦
- 理事　　　　　　　　　　坂口　孝生
- 理事　　　　　　　　　　須藤　直美
- 理事　　　　　　　　　　益田　貢隆
- 理事　　　　　　　　　　辻田　兼臣
- 理事　　　　　　　　　　島田　昌明
- 室長　　　　　　　　　　井上　幸一
- 北海道地区担当理事　　　江崎　幹夫
- 東北地区担当理事　　　　菊池　一彦
- 北信越地区担当理事　　　大沼　勝志
- 関東地区担当理事　　　　浦島　則之
- 中部地区担当理事　　　　吉田　雅一
- 近畿地区担当理事　　　　長井　正広
- 中四国地区担当理事　　　正田　順也
- 九州沖縄地区担当理事　　山口　昇
- 監事　　　　　　　　　　西　浩隆
- 監事　　　　　　　　　　坂井　信夫
- 事務局長　　　　　　　　河野　公宏
- 事務局次長　　　　　　　山名　健太

## 新事業
2018年6月の住宅宿泊事業法（民泊新法）施行に合わせ、全国古民家再生協会が楽天グループの民泊事業部門である楽天ライフルステイとエクスペディアの子会社で民泊仲介業のホームアウェイと協力して古民家の民泊利用化を促進し、訪日外国人旅行者に日本文化を体感してもらうことを目指す。